# Túnel de Tarrés
El Túnel de Tarrés és una construcció historicista protegida com a bé cultural d'interès local que es troba al municipi de Vinaixa. És inclosa a l'Inventari del Patrimoni Arquitectònic de Catalunya.

## Descripció
Es tracta d'un túnel de la via fèrria de la Línia Lleida-Reus-Tarragona, entre els municipis de Vinaixa i Tarrés, que té 712 metres de llargada. Destaca a l'entrada una estructura d'aspecte fortificat feta amb carreus ben escairats, disposats en filades, de pedra deixada a la vista. Flanquejant aquesta estructura amb merlets, hi ha dues torres circulars per les que s'hi pot pujar. A la boca hi ha una inscripció que dona indicacions referents al túnel. L'interior del túnel té un sòcol de pedra del que arrenquen les filades de maons que componen la volta.